# ذخیره داده دیجیتال در دی‌ان‌ای
ذخیره‌سازی داده‌های دیجیتال در دی ان ای اشاره به هر گونه طرح برای ذخیره داده‌های دیجیتال در زنجیره‌ای از دی‌ان‌ای است. این تکنولوژی از دی‌ان‌ای مصنوعی برای ذخیرهٔ داده‌ها استفاده می‌کند. به منظور ذخیره‌سازی داده‌ها از ماشین آلات سنتز اولیگونوکلئوتید که به صورت تجاری موجود هستند استفاده می‌شود. همچنین برای بازیابی داده‌ها از دستگاه‌های یافت زنجیرهٔ دی ان ای استفاده می‌شود. با توجه به چگالی بسیار بالای دی‌ان‌ای این نوع سیستم ذخیره‌سازی از نوارهای مغناطیسی یا هارد دیسک‌ها بسیار کم حجم تر هستند. ذخیره‌سازی داده‌ها با این شیوه امکان ذخیرهٔ دادهها برای مدت‌های بسیار طولانی را فراهم می‌کند. تا زمانی که دی‌ان‌ای در شرایط سرد و خشک و تاریک نگهداری شود می‌توان امیدوار به حفظ اطلاعات آن تا زمان‌های بسیار زیاد بود. به طور نمونه در مطالعهٔ ماموت پشمالو، دی‌ان‌ای آن از ۶۰۰۰۰ سال پیش بازیابی شده است. چنین مقاومتی در برابر کهنگی و فرسایش باعث شده است که دی‌ان‌ای به عنوان سنگ بنای ذخیرهٔ اطلاعات زیستی توسط طبیعت به کار رود. این ویژگی منجر به این شده است که محققان در توسعه خود این روش ذخیره‌سازی داده‌ها را «ذخیره‌سازی برای آخرالزمان» بنامند چرا که «پس از یک فاجعهٔ جهانی فرضی، نسل‌های آینده ممکن است در نهایت با پیدا کردن چنین مجموعه‌ای از داده‌ها قادر به خواندن آنها و بازیابی اطلاعات باشند.» با این حال این روش بسیار کند است چرا که برای بازیابی اطلاعات نیاز به بازیابی توالی دی‌ان‌ای است؛ بنابراین این روش برای استفاده در مواردی مناسب است که تعداد دفعات نیاز به دسترسی کم باشد، مانند ذخیرهٔ دراز مدت آرشیوی از مقادیر زیادی از داده‌های علمی.